# Alter Schlachthof (Walldürn)

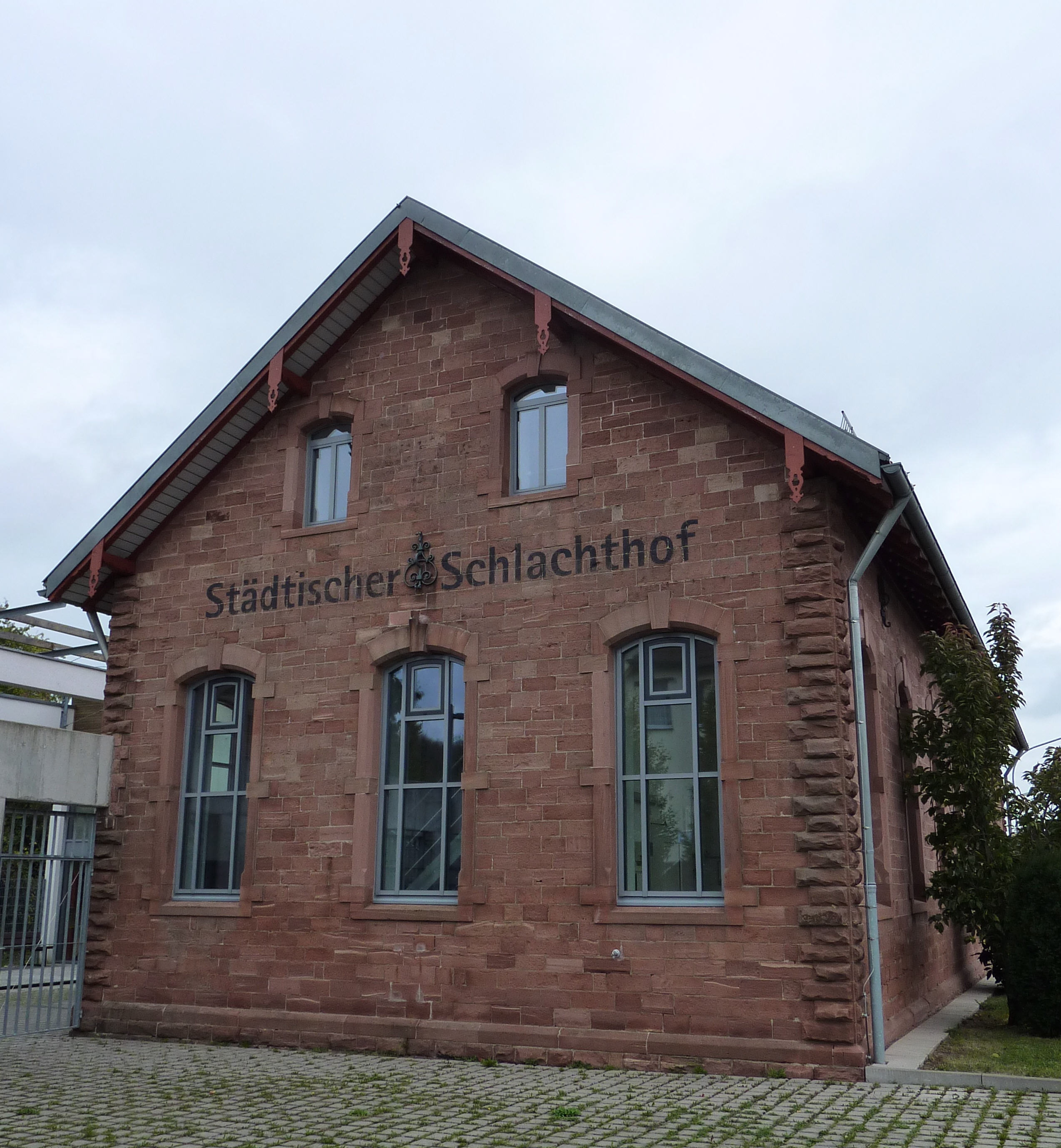
Alter Schlachthof

Der Alte Schlachthof in der Würzburger Straße 5 in Walldürn ist ein ehemaliges Schlachthaus, das zum Jugend- und Kulturzentrum umgebaut wurde.

## Vorgeschichte und Bau
1875 erhielt die Stadt Walldürn vom Bezirksamt die Auflage, für die damals acht ortsansässigen Metzgereien ein Schlachthaus zu errichten. Wegen des finanziellen Aufwandes leistete die Stadtverwaltung zunächst Widerstand, doch 1882 erfolgte der Beschluss, das Schlachthaus bei einer Mühle im Marsbachtal zu erbauen. Dieser Plan wurde indes durch einen Bürgerausschuss abgelehnt. 1895 entschloss man sich schließlich, das Schlachthaus an der Landstraße nach Hardheim gegenüber der Pumpstation der städtischen Wasserleitung zu erbauen. Die Pläne sollte ein Gewerbelehrer Kuhn erstellen. Schließlich wurde das Gebäude durch die Unternehmer Bonn und Schneider errichtet. Die Stadt Walldürn nahm zu diesem Zweck ein Kapital von 18 000 Mark auf.
Der Schlachthof besaß ein mit Sandstein verblendetes Hauptgebäude, das in drei große Räumlichkeiten unterteilt war: einen Schlachtraum für das Großvieh, eine Kuttelei und einen Schlachtraum für kleinere Tiere.

## Nutzung als Schlachthaus
Das Schlachthaus wurde zunächst von sieben ortsansässigen Metzgern genutzt. Pro Jahr wurden um 1900 etwa 250 Stück Großvieh, 150 Kälber, 500 Schweine, 100 Schafe und je zehn Ziegen und Zicklein geschlachtet.
In den 1940er Jahren wurde der Schlachthof um Stallgebäude sowie je einen Raum für das Personal und für den Veterinär erweitert. 1954 folgte noch ein Kühlraum.
Am 31. Dezember 1992 wurde der städtische Schlachthof Walldürn geschlossen, nachdem die anstehenden Sanierungen nach den neuen EG-Richtlinien nicht finanziert werden konnten. Die Kosten hätten rund 8.000.000 DM betragen.

## Spätere Nutzung
Das Gebäude wurde nach der Schließung des Schlachthofes zunächst als Lager für den städtischen Bauhof genutzt. 1998 erfolgte eine Ausschreibung eines Ideenwettbewerbs zur Umgestaltung des Areals, nachdem durch die Innenstadtsanierung verschiedene Jugendeinrichtungen in Walldürn verloren gegangen waren. Am 8. Mai 1998 wurde dem Kirchheimer Architekten Ulrich Gauk der erste Platz zuerkannt. In einer Projektgemeinschaft mit den Architekten Thomas Link (Walldürn) und Uwe Schmitt (Waldbrunn), die beide ebenfalls zu den Preisträgern des Wettbewerbs gehörten, wurde der ehemalige Schlachthof umgestaltet.
Die Stallgebäude mussten wegen ihrer ungeeigneten Grundrisse und Raumhöhen abgerissen werden. Die drei Räume des Hauptbaus wurden zu einem Veranstaltungssaal umgebaut; die Zwischenwände wurden durch Stahlträger ersetzt. Im Dachgeschoss des kellerlosen Bauwerks wurde die Haustechnik untergebracht. Ein transparentes Foyer schuf die Verbindung mit dem neu errichteten massiven Nebengebäude, in dem Jugendcafé, Jugendtreff, Proberäume etc. Platz fanden. Ein Freibereich mit Holzterrasse ergänzte das Ensemble.
Aus Umweltschutzgründen wurden alle Beläge der Außenanlagen wasserdurchlässig gestaltet und die Dächer der Neubauten begrünt.
Das Jugend- und Kulturzentrum wurde im März 2002 eröffnet.